# Nelson Coral Nye
Pour les articles homonymes, voir Nye.
Nelson Coral Nye (1907-1997) est un écrivain, éditeur et critique américain de fiction western, également auteur d'ouvrages sur la race des chevaux Quarter Horse. Outre Nelson C. Nye, il a également écrit de la fiction sous les pseudonymes de Clem Colt et Drake C. Denver. Il a écrit plus de 125 livres, a remporté deux Spur Awards : un pour le meilleur critique western et un pour son roman Long Run. En 1968, il a remporté le Saddleman Award pour « Contributions exceptionnelles à l'Ouest américain ».
Nye est né le 28 septembre 1907 à Chicago, dans l'Illinois. Avant de devenir ouvrier de ranch en 1935, il a rédigé des communiqués publicitaires et des critiques de livres pour le Cincinnati Times-Star et le Buffalo Evening News. Il publie son premier roman en 1936 et continue d'écrire pendant 60 ans. Il a servi dans l'artillerie de campagne de l'armée américaine pendant la Seconde Guerre mondiale. Il a travaillé comme rédacteur en chef sur le thème des chevaux pour le Texas Livestock Journal de 1949 à 1952.
En 1953, Nye a cofondé la Western Writers of America (WWA) et en a été le premier président en 1953-1954. Il fut également le premier rédacteur en chef de ROUNDUP, le périodique de la WWA toujours publié.
De 1958 à 1962, il est critique de fiction pour le New York Times Book Review et sert un deuxième mandat en tant que président de la WWA de 1960 à 1961.
Nye est devenu éleveur, entraîneur et expert en Quarter Horse, et a écrit plusieurs livres sur cette race de chevaux. Nye est décédé le 4 octobre 1997 à Tucson, à l'âge de 90 ans.

## Publications
,,

### Hors fiction
- Nelson C. Nye, Outstanding Modern Quarter Horse Sires, 1948
- Nelson C. Nye, The Complete Book of the Quarter Horse, 1964
- Nelson C. Nye, Speed and the Quarter Horse, 1973
- Nelson C. Nye, Great Moments in Quarter Racing History, 1983

### Fiction
- Nelson C. Nye, The Killer of Cibecue, 1936
- Nelson C. Nye, Two-Fisted Cowpoke, 1936
- Nelson C. Nye, Gunsmoke, 1938
- Nelson C. Nye, The Star-packers, 1938
- Clem Colt, The Shootin' Sheriff, 1938
- Clem Colt, Center-fire Smith, 1939
- Drake C. Denver, No Wire Range, 1939
- Clem Colt, Hair-Trigger Realm, 1940
- Clem Colt, Trigger Finger Law, 1940
- Drake C. Denver, Turbulent Guns, 1940
- Drake C. Denver, The Feud At Sleepy Cat, 1940
- Nelson C. Nye, Pistols for Hire, 1941
- Nelson C. Nye, Wildcats of Tonto Basin, 1941
- Nelson C. Nye, Triggers For Six, 1941
- Clem Colt, Law of the Lost Lands, 1941
- Drake C. Denver, Tinbadge, 1941
- Nelson C. Nye, Gun Quick, 1942
- Nelson C. Nye, The Gunfighter Breed, 1942
- Nelson C. Nye, Trigger Talk, 1942
- Nelson C. Nye, Salt River Ranny, 1942
- Clem Colt, The Five Diamond Brand, 1942
- Drake C. Denver, Lost Water, 1942
- Nelson C. Nye, Rustlers' Roost, 1943
- Clem Colt, The Sure-Fire Kid, 1943
- Clem Colt, Smoke-wagon Kid, 1943
- Clem Colt, Rustlers' Roost, 1943
- Nelson C. Nye, Tornado on Horseback, 1944
- Nelson C. Nye, Fiddle-Back Ranch, 1944
- Nelson C. Nye, Renegade Cowboy, 1944
- Clem Colt, Guns of Horse Prairie, 1944
- Clem Colt, Maverick Canyon, 1944
- Clem Colt, Gunslick Mountain, 1945
- Nelson C. Nye, Ramrod Vengeance, 1946
- Nelson C. Nye, Blood of Kings, 1946 (lire en ligne )
- Clem Colt, Once in the Saddle, 1946
- Drake C. Denver, Breed of the Chaparral, 1946
- Nelson C. Nye, The Barber of Tubac, 1947
- Clem Colt, Coyote Song, 1947
- Nelson C. Nye, Long Rope, 1948
- Clem Colt, Saddle Bow Slim, 1948
- Nelson C. Nye, Rustlers of K.C. Ranch, 1949
- Nelson C. Nye, A Bullet for Billy the Kid, 1950
- Nelson C. Nye, Horses Is Fine People, 1950
- Nelson C. Nye, Born to Trouble, 1951
- Nelson C. Nye, Riders by Night, 1951 (lire en ligne )
- Nelson C. Nye, Wide Loop, 1952
- Nelson C. Nye, Tough Company, 1952
- Nelson C. Nye, Thief River, 1952 (lire en ligne)
- Nelson C. Nye, Caliban's Colt, 1953
- Nelson C. Nye, Desert of the Damned, 1953
- Nelson C. Nye, The Crazy K, 1953
- Clem Colt, Strawberry Roan, 1953
- Nelson C. Nye, Hired Hand, 1954
- Nelson C. Nye, The Red Sombrero, 1954
- Clem Colt, Smoke Talk, 1954
- Nelson C. Nye, Quick-Trigger Country, 1955
- Nelson C. Nye, The Lonely Grass, 1955
- Nelson C. Nye, The No-Gun Fighter, 1956
- Nelson C. Nye, Arizona Dead-Shot, 1957
- Nelson C. Nye, Bandido, 1957 (lire en ligne )
- Nelson C. Nye, Gunfighter Brand, 1958
- Nelson C. Nye, Maverick Marshall, 1958
- Nelson C. Nye, Long Run, 1959
- Nelson C. Nye, Gunfight at the O.K. Corral, 1960 (novelization of the screenplay by Leon Uris)
- Nelson C. Nye, River of Horns, 1960
- Nelson C. Nye, The Wolf That Rode, 1960 (lire en ligne )
- Nelson C. Nye, The Last Bullet, 1960
- Nelson C. Nye, Johnny Get Your Gun, 1960
- Nelson C. Nye, Ride the Wild Plains, 1960
- Nelson C. Nye, The Irreverent Scout, 1961
- Nelson C. Nye, Death Comes Riding, 1962
- Nelson C. Nye, Not Grass Alone, 1962 (lire en ligne )
- Nelson C. Nye, They Won Their Spurs, 1962
- Nelson C. Nye, Bancroft's Banco, 1963
- Nelson C. Nye, Death Valley Slim, 1963
- Nelson C. Nye, Wild River, 1963
- Nelson C. Nye, Frontier Scout, 1964
- Nelson C. Nye, Quick-fire Hombre, 1964
- Nelson C. Nye, Sudden Country, 1964
- Nelson C. Nye, Weeping Widow Mine, 1964
- Nelson C. Nye, The Bravo Brand, 1965
- Nelson C. Nye, Iron Hand, 1966
- Nelson C. Nye, Shotgun Law, 1967
- Nelson C. Nye, Trail of Lost Skulls, 1967 (lire en ligne )
- Nelson C. Nye, Rider on the Road, 1967
- Nelson C. Nye, A Lost Mine Named Salvation, 1968
- Nelson C. Nye, Arizona Renegade, 1969
- Nelson C. Nye, Boss Gun, 1969
- Nelson C. Nye, Wolftrap, 1969
- Nelson C. Nye, Kelly, 1971
- Nelson C. Nye, The Clifton Contract, 1972
- Nelson C. Nye, The One-Shot Kid, 1973
- Nelson C. Nye, Horses Women and Guns, 1975
- Nelson C. Nye, The Kid from Lincoln County, 1976
- Nelson C. Nye, The Texas Gun, 1976
- Nelson C. Nye, Trouble at Quinn's Crossing, 1976
- Nelson C. Nye, Hideout, 1977
- Nelson C. Nye, Ambush at Yuma's Chimney, 1978
- Nelson C. Nye, The Marshall of Pioche, 1979
- Nelson C. Nye, Gringo, 1979
- Nelson C. Nye, The Texas Tornado, 1979
- Nelson C. Nye, The Trouble at Pena Blanca, 1979
- Nelson C. Nye, Guns Horse Prairie, 1979
- Nelson C. Nye, Palominas Pistolero, 1980
- Nelson C. Nye, Gun Wolf, 1980
- Nelson C. Nye, Gunman, Gunman, 1980
- Nelson C. Nye, Breed of the Chaparral, 1981
- Nelson C. Nye, Rogue's Rendezvous, 1982
- Nelson C. Nye, Triggers for Six, 1982
- Nelson C. Nye, Come A-Smokin', 1983 (lire en ligne )
- Nelson C. Nye, Gun Feud at Tiedown, 1983
- Nelson C. Nye, Single Action, 1983
- Nelson C. Nye, Feud at Single Clinch, 1984
- Nelson C. Nye, Hellbound for Ballarat, 1984
- Nelson C. Nye, Cartridge Case Law, 1985
- Nelson C. Nye, The Overlanders, 1985
- Nelson C. Nye, Trigger-Finger Law, 1986
- Nelson C. Nye, The Parson of Gunbarrel Basin, 1987
- Nelson C. Nye, The Seven Six Gunners, 1987
- Nelson C. Nye, Treasure Trail from Tucson, 1987
- Nelson C. Nye, Deadly Companions, 1987 (lire en ligne )
- Nelson C. Nye, Horse Thieves, 1987 (lire en ligne )
- Nelson C. Nye, No Place to Hide, 1988
- Nelson C. Nye, The Lost Padre, 1988
- Nelson C. Nye, Mule Man, 1988 (lire en ligne )
- Nelson C. Nye, Heathcliff Smooth Sailing, 1989
- Nelson C. Nye, Rafe, 1990
- Nelson C. Nye, Wild Horse Shorty, 1990
- Nelson C. Nye, Hideout Mountain, 1991
- Nelson C. Nye, Fight at Four Corners, 1992
- Nelson C. Nye, Gunshot Trail, 1992
- Nelson C. Nye, The Last Chance Kid, 1992
- Nelson C. Nye, The Shootin' Sheriff, 1994
- Nelson C. Nye, The White Chip, 1996 (lire en ligne )
- Nelson C. Nye, Renegade Cowboy, 1996 (lire en ligne )
- Nelson C. Nye, Gun-Hunt for the Sundance Kid, 2001 (lire en ligne )
- Nelson C. Nye, G Stands for Gun, 2001
- Nelson C. Nye, Ranger's Revenge, 2002 (lire en ligne )